# أقا حسن بيغلو
أقا حسن بيغلو (بالإنجليزية: Aqa Hasan Beyglu)‏ هي قرية تقع في أردبيل في إيران. يقدر عدد سكانها بـ 124 نسمة بحسب إحصاء 2016.